# ダイエット三姉妹の旅情事件簿
『ダイエット三姉妹の旅情事件簿』（ダイエットさんしまいのりょじょうじけんぼ）は、1997年から2001年までテレビ朝日系「土曜ワイド劇場」で放送されたテレビドラマシリーズ。全5回。

## キャスト

### レギュラー
柳三樹子
演 - 片平なぎさ(#1)→千堂あきほ(#2)→藤田朋子(#3〜5)
島村探偵事務所の調査員。実家は寺であるが、両親はすでに亡くなっていて、通いの僧侶がいる。マンション住まい。
柳太重子
演 - 高瀬春奈(#1〜5)
美樹子の長姉。友人と下着専門店を開業。バツイチで子供はいない。物事を悲観的に考えるが、好きな競馬だけは一転強気になり、損をしている。奈加子と共に実家で暮らしている。
柳奈加子
演 - 森公美子(#1)→竹内都子(#2〜5)
美樹子の次姉。旅行代理店社員。学生時代に露天風呂同好会を自ら立ち上げた影響で現職に就くも、旅行プランはお客のためである事の不満から、ストレスを食欲へと転化させ、今の太めの体型へ。しかし、やせる意欲は少ない。太重子と共に実家で暮らしている。
島村健
演 - 坂上二郎(#1)→横内正(#2)→若林豪(#3〜5)
島村探偵事務所の所長。昔、警視庁で「おとしの健」の異名を取った名刑事だったが、定年前に退職。新宿に事務所を構える。大学時代、ボクシング部に所属。

### ゲスト
★（島村探偵事務所の依頼人） 
第1作「雪の五箇山合掌村から消えた花嫁 お小夜伝説と秘境大牧温泉の秘密」（1997年）
- 刑事 - 美角優介
- 沢田カズユキ（中西の麻雀仲間） - 山口嘉三 ★
- 小宮山栄次（14年前絞殺） - 高品剛
- 旅館の元従業員 - 久保田民絵
- 中西忠（中西商事 社長） - 渡辺哲
- 後藤光子（店主） - 水木薫
- 柚木真矢（繁の婚約者・14年前自殺） - 菊池麻衣子
- 坂出（連絡船の元船長） - 牧冬吉
- 中西商事 社員 - 坂田雅彦
- 土屋繁（14年前転落死） - 水口邦夫
- 僧侶 - 皆川衆
- 小宮山の元手下 - 匠耕作、井上吐詩
- 刑事 - 夏井貴浩
- 柚木武生（真矢の父） - 若林豪
- 斉藤絵里、ひろみどり、佐藤忠志、守屋安幸、金子和枝、守屋芳子、森川美穂、月野ひとみ、守屋将大、細野里緒

第2作「小樽オタモイ海岸伝説殺人 オルゴールに泣く子宝地蔵の秘密」（1998年）
- 高木英明（小樽中央警察署 元警部補） - 火野正平
- 北沢弥生（北沢の妻） - 大場久美子 ★
- 岩見千明（岩見の妹） - 中島宏海
- 田口真弓（北沢の部下で愛人） - 宝城清子
- 宇田川（刑事） - 南條豊
- 北沢龍彦（雑貨屋経営者） - 美角優介
- 刑事 - 水谷あつし、荒木優騎
- 雑貨屋店員 - 織田なつめ、権平華子、木村友美
- 大浴場の女性客 - 小枝りす、小室友里
- 岩見（7年前転落死） - 音尾琢真
- ガソリンスタンド店員 - 佐藤重幸（現：戸次重幸）
- 宮本菊代（宮本の妻） - 小畠絹子
- 宮本重雄（遺体の第一発見者） - 谷村昌彦

第3作「みちのく七時雨山鬼女伝説殺人 白骨と美人画の秘密」（1999年）
- 大須賀芳江（柴織の義母） - 赤座美代子
- 大須賀柴織（三樹子の短大時代の友人） - 中原果南 ★
- 高田由美（エステティシャン） - 星遥子
- 榎本達也（良二の弟子・紫織の恋人） - 渡辺忠士
- 古谷（岩手県警 警部） - 石山律雄
- 荒木（岩手県警 刑事） - 甲本雅裕
- 白井千代（エステローザ 店主） - 白川和子
- 吉田老人（山小屋の主人） - 谷村昌彦
- 樺細工店女主人 - 渚まゆみ
- 中沢正志（柴織の父・25年前刺殺） - 沼崎悠
- 中沢律子（柴織の母・25年前自殺） - 立石ゆう
- 中沢良二（画家・正志の弟） - 三浦浩一

第4作「釧路湿原つる姫伝説殺人 SL列車が雪原を走る！摩周湖－阿寒湖－川湯温泉－硫黄山」（2000年）
- 天地信二（銀行の支店長） - 沢本忠雄
- 牛木冴子（銀行員） - 黒沢裕美 ★
- 牛木好子（冴子の母） - あづみれいか
- 冬島俊（冴子の恋人のカメラマン） - 渡祐志
- 天地京子（天地の妻） - 久保田民絵
- 杉田（刑事） - 荒木優騎
- 会津虎吉 - 谷村昌彦
- 須貝義一（不動産屋） - 上野淳
- 今野次郎 - 市丸優
- ウェイトレス - 中村麻樹
- ナレーター - 鈴木泰明
- 山室（刑事） - 誠直也

第5作「函館大沼龍神伝説殺人 ワカサギ釣りの穴から美女の死体！」（2001年）
- 脇坂米男 - 三谷昇
- 脇坂節子（米男の孫・女子大生） - 古川理科
- 星川京子（スナックのママ） - 松井紀美江
- 野川多加子（スナックのホステス） - 胡桃沢ひろ子
- 黒石銀次 - 市原清彦
- 片山冴子 - 赤坂麻紀
- 田島恭一 - 奥久俊樹
- 渋谷努（元暴力団員） - 平井賢治
- 野川静江（多加子の母） - 吉行和子
- 黒石義之（黒石グループ 社長） - 小谷野啓
- 今野雄一（米男の友人） - 工藤勇一
- 森山孝作（資産家） - 綿引勝彦 ★

## スタッフ
- 制作 - ABC、大映テレビ
- プロデューサー - 辰野悦央（ABCテレビ）(#1、#4)、野木小四郎（大映テレビ）(#1、#3〜4)、千原博司（大映テレビ）(#1)
- 脚本 - 篠崎好(#1〜2)、難波江由紀子(#3)、保利吉紀(#4〜5)
- 撮影 - 横手丘二(#1〜3)
- 照明 - 小川正治(#1〜3)、泉田聖(#4)
- 美術 - 泉人士(#1〜3)、池田護(#4)
- VE - 香山達也(#1)、入山達彦(#2〜4)
- 録音 - 遠藤和生(#1)、芦原邦雄(#2)、山本保美(#3〜4)
- 編集 - 小松直人(#1〜4)
- 助監督 - 小島正道(#1〜3)、宮坂清彦(#4)
- 技術協力 - ビデオフォーカス
- 監督 - 岡屋龍一(#1〜4)、合月勇(#5)
- 主題歌
  - #3〜4「JOY」TRF
- エンディングテーマ
  - #1「あなたの愛になりたい」辛島美登里
  - #2「あなたのその胸に」松田聖子

## 放送日程
| 話数 | 放送日        | サブタイトル                                                                | 脚本         | 監督     |
| ---- | ------------- | --------------------------------------------------------------------------- | ------------ | -------- |
| 1    | 1997年1月18日 | 雪の五箇山合掌村から消えた花嫁 お小夜伝説と秘境大牧温泉の秘密               | 篠崎好       | 岡屋龍一 |
| 2    | 1998年3月21日 | 小樽オタモイ海岸伝説殺人 オルゴールに泣く子宝地蔵の秘密                     | 篠崎好       | 岡屋龍一 |
| 3    | 1999年2月20日 | みちのく七時雨山鬼女伝説殺人 白骨と美人画の秘密                             | 難波江由紀子 | 岡屋龍一 |
| 4    | 2000年3月11日 | 釧路湿原つる姫伝説殺人 SL列車が雪原を走る！摩周湖－阿寒湖－川湯温泉－硫黄山 | 保利吉紀     | 岡屋龍一 |
| 5    | 2001年3月17日 | 函館大沼龍神伝説殺人 ワカサギ釣りの穴から美女の死体！                       | 保利吉紀     | 合月勇   |